# Ulriksdal
För andra betydelser, se Ulriksdal (olika betydelser).

Ulriksdal är en av åtta stadsdelar i Solna kommun. Den utgör kommunens nordöstra del och avgränsas i norr av Helenelund, i öster av Edsviken, och i väster av motorvägen E4. I sydöst gränsar stadsdelen mot Bergshamra och Haga. Stadsdelen har fått sitt namn efter Ulriksdals slott, som ligger inom dess gränser. Däremot ligger pendeltågsstationen Ulriksdal och bostadsområdet Nya Ulriksdal inte i stadsdelen Ulriksdal.

## Allmänt
Stadsdelen består till största delen av omgivningarna till slottet Ulriksdal som fått namn efter Prins Ulrik, bror till Karl XII.
Hela Ulriksdal ligger liksom Bergshamra och Hagaparken inom Kungliga nationalstadsparken.
Större naturområden i Ulriksdal är Ulriksdals slottspark, Ulriksdals naturreservat med Mellanjärva gravfält, Ulriksdalsfältet och Ulriksdals begravningsplats. Även ön Kaninholmen i Edsviken, som tillhör Solna kommun, är en del av Ulriksdal.

## Bilder

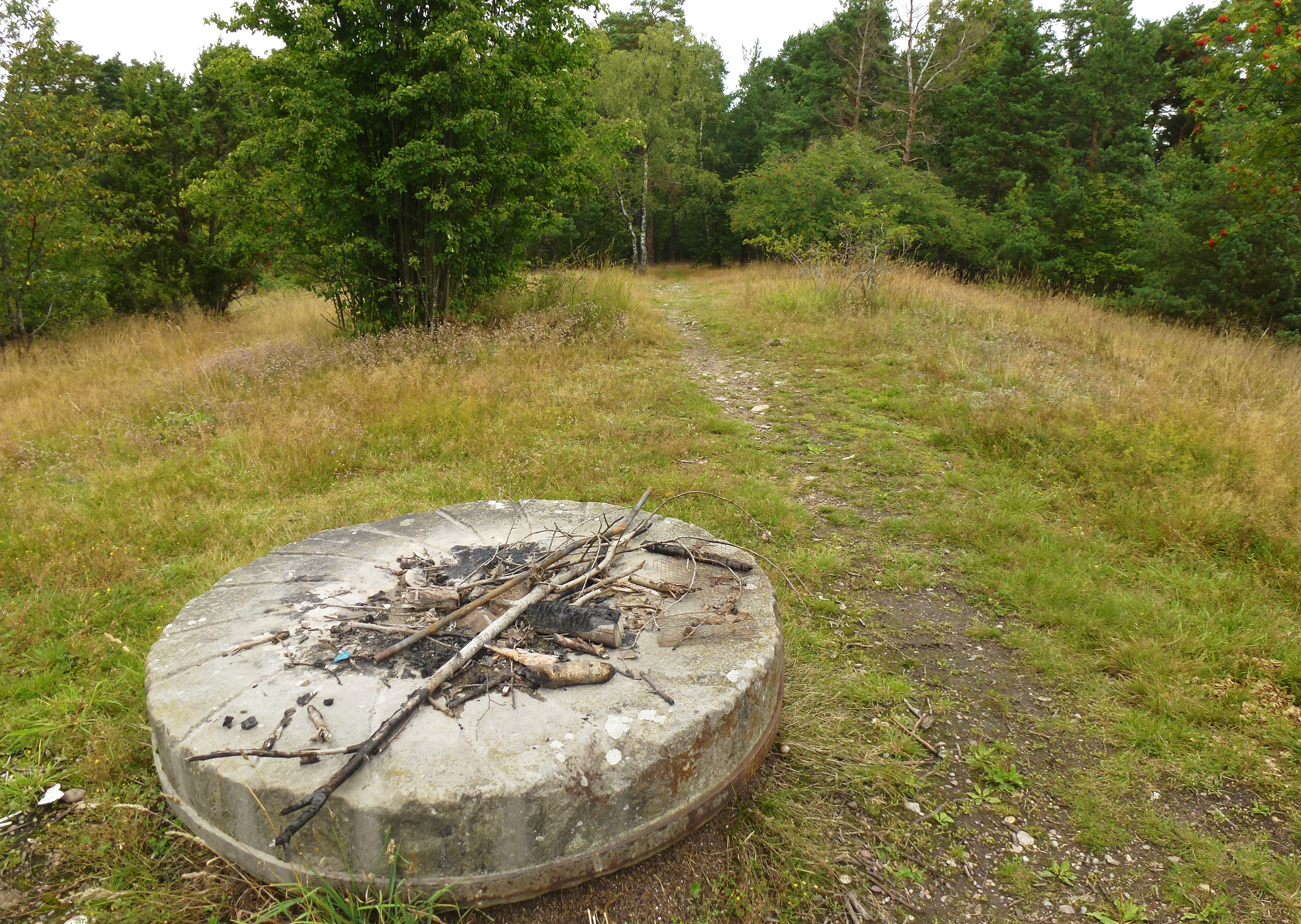
Kvarnkullen i Ulriksdals naturreservat
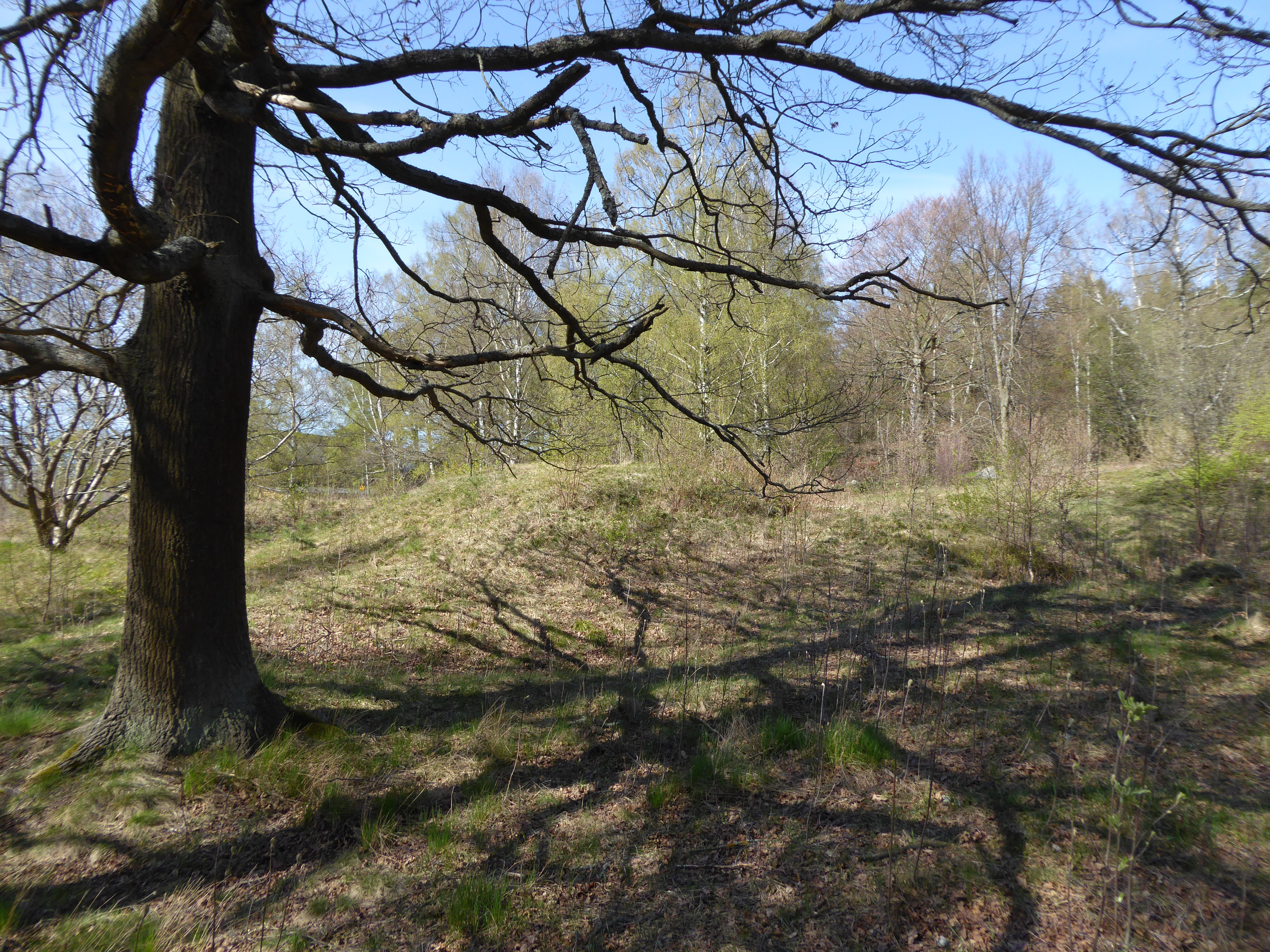
Mellanjärva gravfält
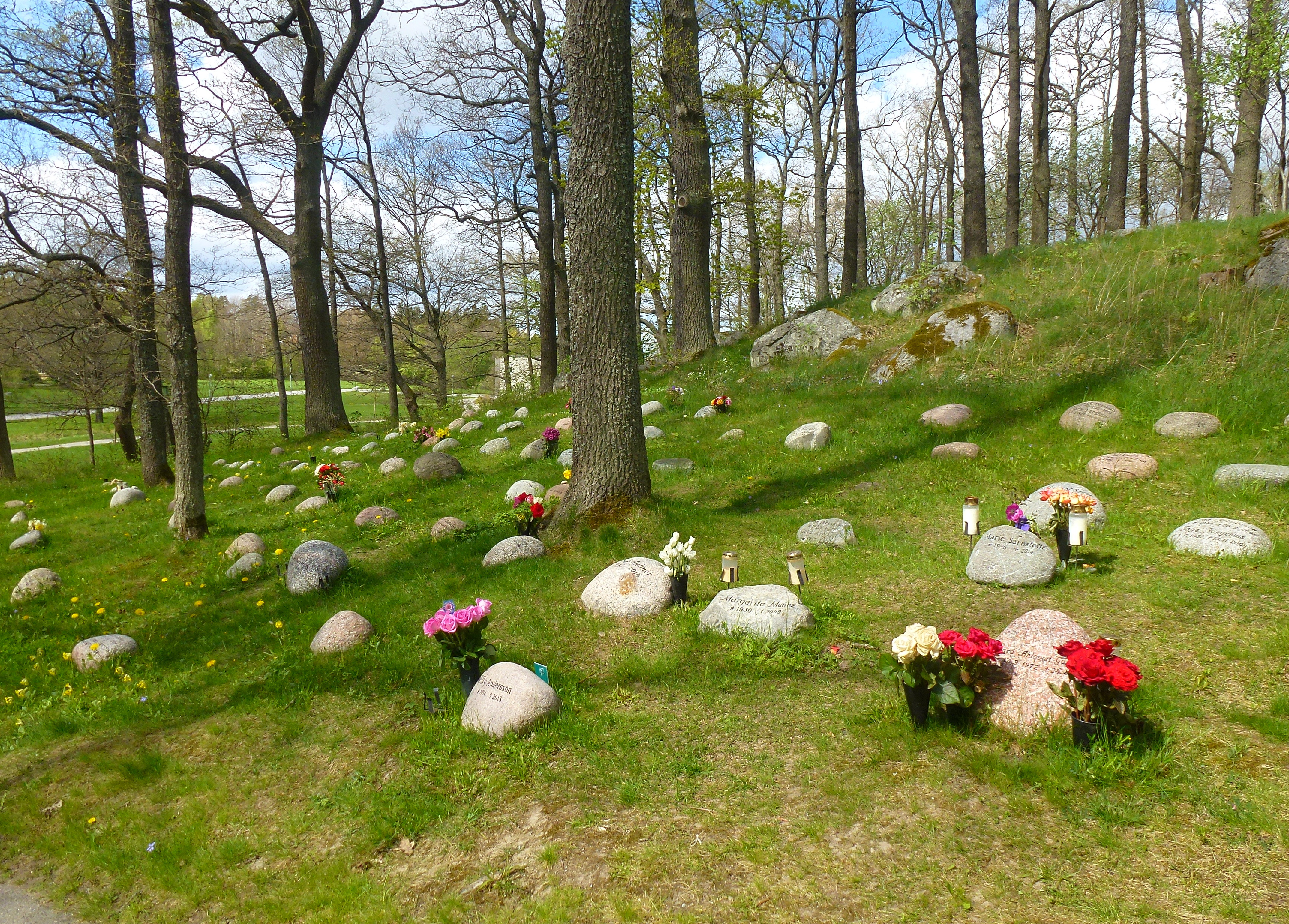
Ulriksdals begravningsplats
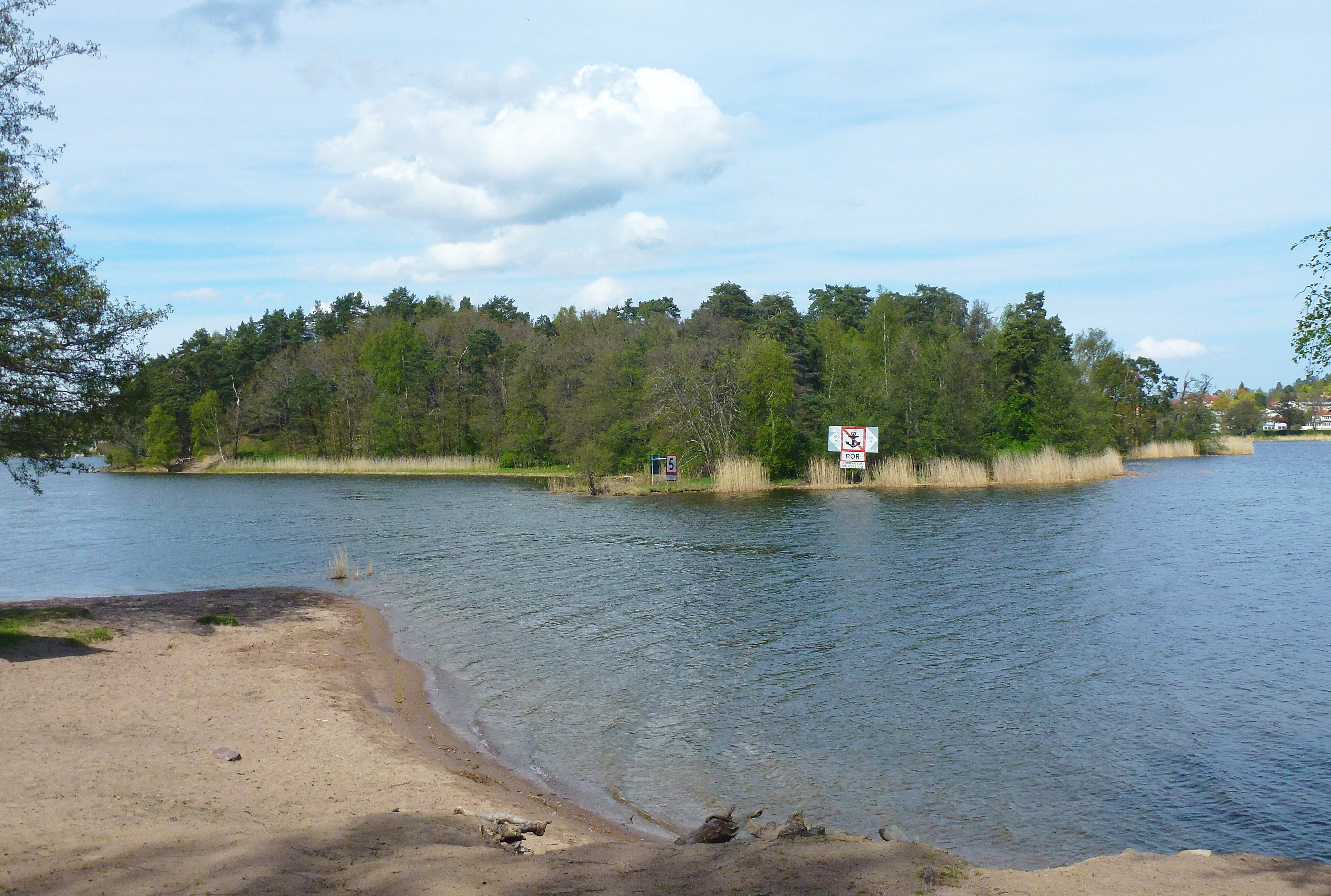
Kaninholmen